# ジョシュア・レッドマン
ジョシュア・レッドマン（Joshua Redman, 1969年2月1日 - ）は、アメリカ合衆国のジャズ・ミュージシャン、サックス奏者、作曲家。

## 来歴
カリフォルニア州バークレーで生まれ、同じくジャズ・サックス奏者のデューイ・レッドマンを父に持つ。ただし、少年時代には父デューイが家にいたことは少なく、後年のインタビューにおいて「私がニューヨークに出るまでは、彼（デューイ）との関係は決して深くなかった」と語っている。最初はクラリネットを始め、10歳頃にサックスに転向した。
ハーバード大学では社会学を専攻し、卒業後の1991年にはイェール・ロー・スクールで学び始めたが、同年ニューヨークへ移り、セロニアス・モンク・インターナショナル・ジャズ・コンペティションで優勝。それをきっかけにワーナー・ブラザース・レコードとの契約を得てプロ・デビューを果たすが、デューイは当初、息子がミュージシャンになることに反対したという。
2作目のアルバム『WISH』（1993年）では、父デューイゆかりのミュージシャンであるパット・メセニー、チャーリー・ヘイデン、ビリー・ヒギンスをサイドに迎え、注目を集めた。続く『ムード・スウィング』（1994年）は、ブラッド・メルドー、クリスチャン・マクブライド、ブライアン・ブレイドといった同世代のミュージシャンと共に録音された。また、1997年にはローリング・ストーンズのセントルイス公演にゲスト参加して「友を待つ」でサックス・ソロを演奏し、その模様は1998年発売の映像作品『ブリッジズ・トゥ・バビロン・ツアー』に収録された。
その後、サム・ヤエルおよびブライアン・ブレイドと共に「エラスティック・バンド」、「YAYA3」といった名義で、よりファンキーな作品も発表している。2004年からは、「サンフランシスコ・ジャズ・コレクティブ (SFJAZZ Collective) 」も率いて活動してきた。
2009年のモントリオール国際ジャズフェスティバルでは、7月4日のステージでアーロン・パークス、マット・ペンマン、エリック・ハーランドと共演し、2011年には同ラインナップによるバンド「ジェイムス・ファーム (James Farm)」のデビュー・アルバムを発表した。
2020年には、約26年ぶりにメルドー、マクブライド、ブレイドとのカルテットを復活させてアルバム『ラウンドアゲイン』を発表し、2022年にも同じラインナップによるアルバム『ロング・ゴーン』を発表した。

## ディスコグラフィ

### リーダー・アルバム
- 『ジョシュア・レッドマン』 - Joshua Redman (1993年、Warner Bros.) ※1992年録音
- 『WISH』 - Wish (1993年、Warner Bros.)
- 『ムード・スウィング』 - Moodswing (1994年、Warner Bros.) ※1994年録音
- 『スピリット・オブ・ザ・モーメント：ライヴ・アット・ザ・ヴィレッジ・ヴァンガード』 - Spirit of the Moment Live at Village Vanguard (1995年、Warner Bros.) ※1995年ライブ録音、ニューヨーク「ヴィレッジ・ヴァンガード」
- 『フリーダム・イン・ザ・グルーヴ』 - Freedom in the Groove (1996年、Warner Bros.)
- 『タイムレス・テイルズ』 - Timeless Tales (for Changing Times) (1998年、Warner Bros.)
- 『ビヨンド』 - Beyond (2000年、Warner Bros.) ※1999年5月録音
- 『パッセージ・オブ・タイム』 - Passage of Time (2001年、Warner Bros.) ※2000年6月録音
- 『エラスティック』 - Elastic (2002年、Warner Bros.) ※2002年3月録音。エラスティック・バンドの編成
- 『モメンタム』 - Momentum (2005年、Nonesuch) ※ジョシュア・レッドマン・エラスティック・バンド名義
- 『バック・イースト』 - Back East (2007年、Nonesuch)
- 『コンパス』 - Compass (2009年、Nonesuch) ※2008年3月録音
- 『ウォーキング・シャドウズ』 - Walking Shadows (2013年、Nonesuch) ※2012年9月録音
- 『トリオズ・ライヴ』 - Trios Live (2014年、Nonesuch) ※2009年10月、2013年2月ライブ録音
- 『ニアネス』 - Nearness (2016年、Nonesuch) ※with ブラッド・メルドー。2011年7月、11月ライブ録音
- 『ザ・バッド・プラス ジョシュア・レッドマン』 - The Bad Plus Joshua Redman (2015年、Nonesuch) ※with ザ・バッド・プラス
- 『スティル・ドリーミング』 - Still Dreaming (2018年、Nonesuch) ※2017年4月録音
- 『カム・ホワット・メイ』 - Come What May (2019年、Nonesuch) ※2018年5月録音
- 『ラウンドアゲイン』 - RoundAgain (2020年、Nonesuch) ※with ブラッド・メルドー、クリスチャン・マクブライド、ブライアン・ブレイド
- 『ロング・ゴーン』 - LongGone (2022年、Nonesuch) ※with ブラッド・メルドー、クリスチャン・マクブライド、ブライアン・ブレイド

### YAYA3
（ジョシュア・レッドマン、ブライアン・ブレイド、サム・ヤエル）
- Yaya3 (2002年、Loma)

### JAMES FARM
（ジョシュア・レッドマン、アーロン・パークス、マット・ペンマン、エリック・ハーランド）
- 『ジェイムス・ファーム』 - James Farm (2011年、Nonesuch) ※2010年8月録音
- 『シティ・フォーク』 - City Folk (2014年、Nonesuch) ※2014年1月録音

### 参加アルバム
- ボブ・シール・コレクティヴ : Louis Satchmo (1992年、Red Baron)
- ジョン・ヒックス : 『フレンズ・オールド・アンド・ニュー』 - Friends Old and New (1992年、Novus)
- エルヴィン・ジョーンズ : 『ヤングブラッド』 - Youngblood (1992年、Enja)
- デューイ・レッドマン : Choices (1992年、Enja)
- デューイ・レッドマン : 『アフリカン・ヴィーナス』 - African Venus (1992年、Evidence)
- ポール・モチアン&ザ・エレクトリック・ビバップ・バンド : Paul Motian and the Electric Bebop Band (1993年、JMT)
- ジョー・ロヴァーノ : Tenor Legacy (1993年、Blue Note)
- クリスチャン・マクブライド : 『ファースト・ベース』 - Gettin' to It (1995年、Verve)
- ジョニー・キング : Notes from the Underground (1996年、Enja)
- チック・コリア・アンド・フレンズ : 『バド・パウエルへの追想』 - Remembering Bud Powell (1997年、Stretch)
- シダー・ウォルトン : Roots (1997年、Astor Place)
- チック・コリア :『ランデヴー・イン・ニューヨーク』 - Rendezvous in New York (2003年、Stretch)
- カート・ローゼンウィンケル : 『ディープ・ソング』 - Deep Song (2005年、Verve)
- サム・ヤエル・トリオ : 『トゥルース・アンド・ビューティ』 - Truth and Beauty (2006年、ewe)
- ブラッド・メルドー : 『ハイウェイ・ライダー』 - Highway Rider (2010年、Nonesuch)
- トロンハイム・ジャズ・オーケストラ : Triads and More (2010年、MNJ)
- フェレンク・ネメス : 『トライアンフ』 - Triumph (2012年、Dreamer's Collective)